# 문경시의 보호문화유산
문경시의 보호문화유산은 「문화재보호법」에 의한 지정 문화재 또는 등록문화재가 아닌 문화유산 중에서 시장이 특별히 보호할 가치가 있다고 판단하여 제9조의 규정에 따라 지정한 것을 말한다.

## 지정 대상
보호문화유산으로 지정할 수 있는 문화유산은 다음 각 호와 같다.
1. 유형유산 : 다음 각 목에서 정하는 것
가. 절터, 고분, 패총, 성터, 가마터, 지석 등의 사적지와 특별히 기념이 될 만한 시설물로서 역사적·학술적 가치가 큰 것
나. 건조물, 서적, 고문서, 회화, 조각, 공예품 등 유형의 문화적 소산으로서 역사적·예술적 또는 학술적 가치가 큰 것
2. 무형유산 : 다음 각 목에서 정하는 것
가. 연극, 음악, 무용, 공예 등 무형의 문화적 소산으로서 역사적·예술적 또는 학술적 가치가 큰 것
나. 신화, 전설, 동제, 기우제, 계조직 등 지역문화를 이해하는 데 반드시 필요한 것
3. 자연유산 : 다음 각 목에서 정하는 것
가. 경승지로서 역사적·경관적 가치가 큰 것
나. 동물(그 서식지, 번식지, 도래지를 포함한다), 식물(그 자생지를 포함한다), 광물, 동굴, 지질, 생물학적 생성물 및 특별한 자연현상으로서 역사적·경관적 또는 학술적가치가 큰 것

## 지정 목록
| 번호 | 그림 | 명칭               | 소재지                      | 소유자 (관리자) | 지정·해제일자        | 비고 |
| ---- | ---- | ------------------ | --------------------------- | --------------- | -------------------- | ---- |
| 1호  |      | 문경 만산재        | 문경시 예동길 31-7          | 고영조          | 2017년 4월 26일 지정 |      |
| 2호  |      | 문경 부훤당고택    | 문경시 산북면 금천로 385-3  | 김성일          | 2017년 4월 26일 지정 |      |
| 3호  |      | 문경 선성김씨 고택 | 문경시 산북면 내화앞내길 34 | 김민규          | 2017년 4월 26일 지정 |      |

## 참고 문헌
- 문경시 홈페이지 - 고시/공고